# Forensische Samenwerking in de Opsporing
Het FSO (Forensische Samenwerking in de Opsporing) is een samenwerkingsverband tussen de Nederlandse politie en het Nederlands Forensisch Instituut. Elke FSO-vestiging beschikt over enkele forensisch adviseurs, die de schakel vormen tussen de politie enerzijds en het NFI (of een ander onderzoeksinstituut) anderzijds. Het logo weerspiegelt de samenwerking, door de combinatie van kleuren uit de huisstijl van het NFI en politie. 
Het initiatief tot de oprichting van het FSO werd genomen aan het begin van de 21ste eeuw, en de eerste FSO ging van start in Utrecht, op 1 september 2004. Er zijn anno 2008 zeven FSO-vestigingen, verspreid over Nederland. Dit zijn:
- FSO Midden-Nederland te Utrecht
- FSO Noordoost Nederland te Zwolle
- FSO Noordwest Nederland te IJmuiden
- FSO Amsterdam-Amstelland te Amsterdam
- FSO Zuid-Nederland te Eindhoven
- FSO Zuidwest-Nederland te Krimpen aan den IJssel
- FSO Haaglanden / Hollands-Midden te Voorburg